# Зминац
Зминац је насеље у општини Бијело Поље у Црној Гори. Према попису из 2011. било је 200 становника (према попису из 2003. било је 215 становника).

## Демографија
У насељу Зминац живи 150 пунолетних становника, а просечна старост становништва износи 35,2 година (33,3 код мушкараца и 37,4 код жена). У насељу има 52 домаћинства, а просечан број чланова по домаћинству је 4,12.
Становништво у овом насељу веома је хетерогено, а у последња три пописа, примећен је пад у броју становника.
|  |

| Демографија | Демографија | Демографија |
| Година      | Становника  | Становника  |
| ----------- | ----------- | ----------- |
|             |             |             |
|             |             |             |
|             |             |             |
|             |             |             |
| 1948.       | 352         |             |
| 1953.       | 433         |             |
| 1961.       | 468         |             |
| 1971.       | 468         |             |
| 1981.       | 489         |             |
| 1991.       | 360         | 348         |
| 2003.       | 328         | 214         |
|             |             |             |

| Етнички састав према попису из 2003.‍ | Етнички састав према попису из 2003.‍ | Етнички састав према попису из 2003.‍ | Етнички састав према попису из 2003.‍ | Етнички састав према попису из 2003.‍ |
| ------------------------------------ | ------------------------------------ | ------------------------------------ | ------------------------------------ | ------------------------------------ |
|                                      |                                      |                                      |                                      |                                      |
| Бошњаци                              | Бошњаци                              |                                      | 124                                  | 57,94%                               |
| Муслимани                            | Муслимани                            |                                      | 84                                   | 39,25%                               |
| Црногорци                            | Црногорци                            |                                      | 2                                    | 0,93%                                |
| непознато                            | непознато                            |                                      | 0                                    | 0,0%                                 |

| Година пописа     | 1948. | 1953. | 1961. | 1971. | 1981. | 1991. | 2003. |
| ----------------- | ----- | ----- | ----- | ----- | ----- | ----- | ----- |
| Број домаћинстава | 66    | 75    | 70    | 65    | 67    | 66    | 71    |

| Број чланова      | 1  | 2 | 3  | 4 | 5 | 6  | 7 | 8 | 9 | 10 и више | Просек |
| ----------------- | -- | - | -- | - | - | -- | - | - | - | --------- | ------ |
| Број домаћинстава | 52 | 4 | 12 | 9 | 4 | 10 | 4 | 5 | 2 | 2         | 0      |

| Пол    | Укупно | Неожењен/Неудата | Ожењен/Удата | Удовац/Удовица | Разведен/Разведена | Непознато |
| ------ | ------ | ---------------- | ------------ | -------------- | ------------------ | --------- |
| Мушки  | 84     | 33               | 47           | 3              | 1                  | 0         |
| Женски | 81     | 18               | 49           | 13             | 1                  | 0         |
| УКУПНО | 165    | 51               | 96           | 16             | 2                  | 0         |

| Пол    | Укупно                    | Пољопривреда, лов и шумарство | Рибарство                            | Вађење руде и камена | Прерађивачка индустрија       |
| ------ | ------------------------- | ----------------------------- | ------------------------------------ | -------------------- | ----------------------------- |
| Мушки  | 16                        | 6                             | 0                                    | 0                    | 3                             |
| Женски | 12                        | 7                             | 0                                    | 0                    | 0                             |
| УКУПНО | 28                        | 13                            | 0                                    | 0                    | 3                             |
| Пол    | Производња и снабдевање   | Грађевинарство                | Трговина                             | Хотели и ресторани   | Саобраћај, складиштење и везе |
| Мушки  | 0                         | 3                             | 2                                    | 0                    | 1                             |
| Женски | 0                         | 0                             | 1                                    | 2                    | 0                             |
| УКУПНО | 0                         | 3                             | 3                                    | 2                    | 1                             |
| Пол    | Финансијско посредовање   | Некретнине                    | Државна управа и одбрана             | Образовање           | Здравствени и социјални рад   |
| Мушки  | 0                         | 0                             | 1                                    | 0                    | 0                             |
| Женски | 0                         | 0                             | 1                                    | 0                    | 0                             |
| УКУПНО | 0                         | 0                             | 2                                    | 0                    | 0                             |
| Пол    | Остале услужне активности | Приватна домаћинства          | Екстериторијалне организације и тела | Непознато            | Непознато                     |
| Мушки  | 0                         | 0                             | 0                                    | 0                    | 0                             |
| Женски | 0                         | 0                             | 0                                    | 1                    | 1                             |
| УКУПНО | 0                         | 0                             | 0                                    | 1                    | 1                             |